# Chirosia asymmetrica
Chirosia asymmetrica är en tvåvingeart som beskrevs av Masayoshi Suwa 2006. Chirosia asymmetrica ingår i släktet Chirosia och familjen blomsterflugor. Inga underarter finns listade i Catalogue of Life.